# Chapter 1. Dream Girl – The Misconceptions of You
Chapter 1. Dream Girl – The Misconceptions of You – pierwsza część trzeciego albumu studyjnego południowokoreańskiej grupy SHINee, wydany 19 lutego 2013 roku. Osiągnął 1 pozycję na listach przebojów w Korei Południowej, sprzedając się w liczbie 185 357 egzemplarzy.
Część druga, Chapter 2. Why So Serious? – The Misconceptions of Me została wydana 29 kwietnia. Utwory z obu albumów zostały wydane na kompilacji The Misconceptions of Us z utworami dodatkowymi Neowa Naui Geoli (Selene 6.23) (kor. 너와 나의 거리 (Selene 6.23)) i Beoligo Ga (Better Off) (kor. 버리고 가 (Better Off)).

## Lista utworów
| Nr | Tytuł                                        | Słowa                  | Muzyka                                                                  | Czas |
| -- | -------------------------------------------- | ---------------------- | ----------------------------------------------------------------------- | ---- |
| 1. | "Spoiler"                                    | Jonghyun               | Pegasus, Thomas Troelsen                                                | 3:31 |
| 2. | "Dream Girl"                                 | Jun Gan-di, Minho      | Hyuk Shin, Jordan Kyle, Ross Lara, Dave Cook, DK, Anthony "TC" Crawford | 3:00 |
| 3. | "Hitchhiking" (kor. 히치하이킹 hichihaiking) | Kim Bu-min             | Anne Judith Wik, Will Simms, Hitchhiker                                 | 4:07 |
| 4. | "Punch Drunk Love"                           | Jun Gan-di             | Crichlow, Thomas Troelsen, Herbert St. Clair                            | 3:39 |
| 5. | "Girls, Girls, Girls"                        | Jun Gan-di, Minho, Key | Lucas Secon, Thomas Troelsen, Mikkel Remee Sigvardt                     | 2:46 |
| 6. | "Bangbaek" (kor. 방백, ang. Aside)           | Hwang Hyun, Minho      | Hwang Hyun                                                              | 3:44 |
| 7. | "Areumdawo" (kor. 아름다워, ang. Beautiful)  | Cha Yong-un, Minho     | DOM, Cha Yong-un, Andrew Choi, Teddy Riley, Richard Garcia              | 3:10 |
| 8. | "Dynamite" (kor. 다이너마이트 Daineomaiteu)  | Kim Bu-min, Minho      | Hitchhiker                                                              | 3:39 |
| 9. | "Runaway"                                    | Kim Young-hoo          | Kim Young-hoo, Dennis White, Jovan Rangel                               | 3:10 |

## Nagrody
| Rok  | Nagroda              | Kategoria                          | Rezultat |
| ---- | -------------------- | ---------------------------------- | -------- |
| 2014 | Golden Disk Awards   | Disk Bonsang                       | Wygrana  |
| 2014 | Seoul Music Awards   | Bonsang Award                      | Wygrana  |
| 2014 | Red Dot Design Award | Communication Design Award Package | Wygrana  |

## Notowania
| Kraj              | Lista                          | Pozycja |
| ----------------- | ------------------------------ | ------- |
| Korea Południowa  | Gaon Weekly Album Chart        | 1       |
| Korea Południowa  | Gaon Monthly Album Chart       | 1       |
| Japonia           | Oricon Albums Chart            | 10      |
| Tajlandia         | Channel V Thailand Asian Chart | 1       |
| Tajwan            | G-Music Asia Chart             | 1       |
| Tajwan            | G-Music Combo Chart            | 2       |
| Stany Zjednoczone | Billboard World Albums         | 2       |
| Stany Zjednoczone | Billboard Heatseekers          | 5       |